# Glockenhof (Rommelshausen)

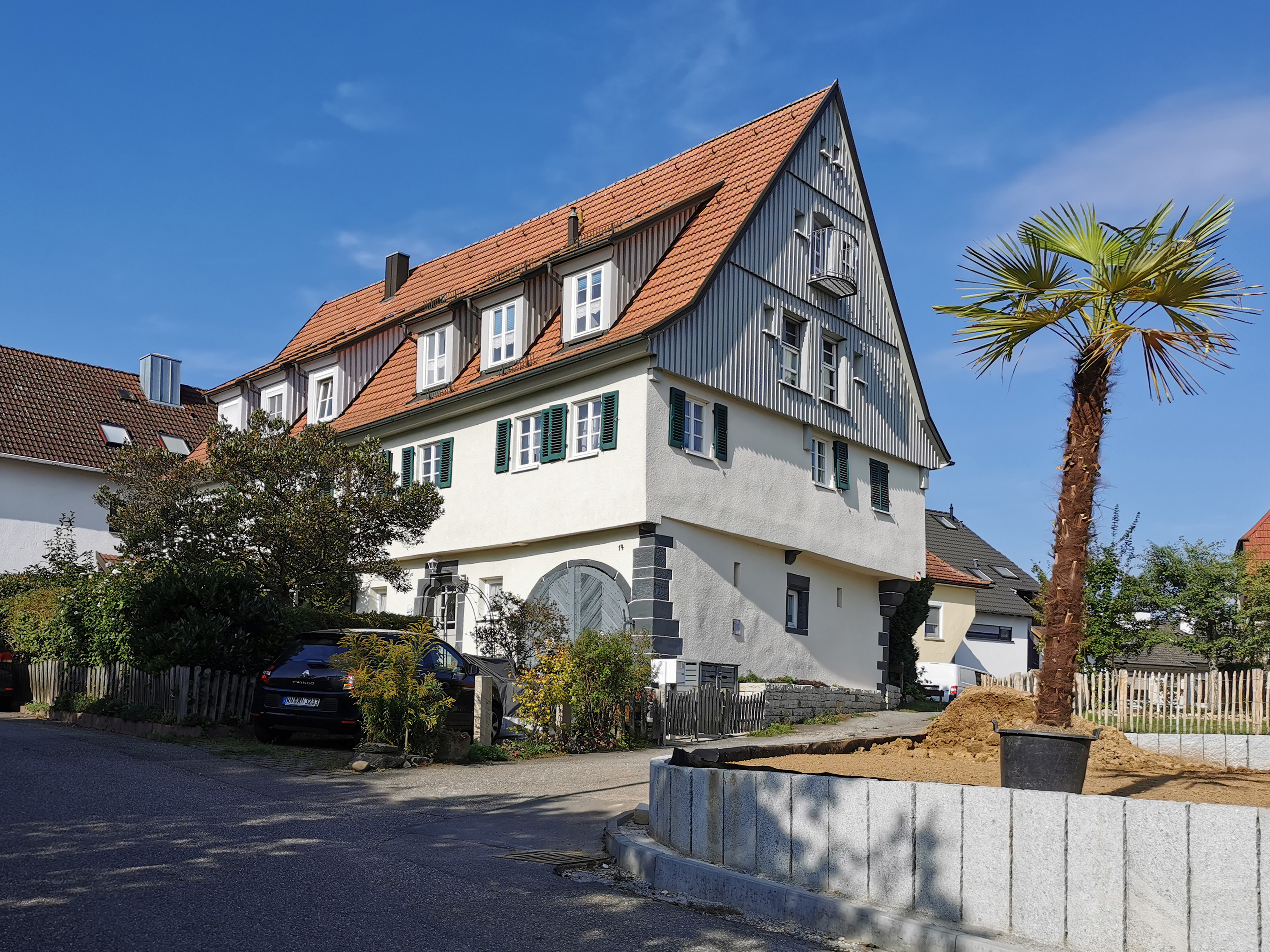
Glockenhof in Rommelshausen (2021)

Der Glockenhof ist ein Kulturdenkmal bei der Friedhofstraße 14 in Rommelshausen.

## Lage
Der Hof befindet sich im Ortszentrum von Rommelshausen, zwischen dem Alten Pfarrhof und dem Friedhof.

## Gebäude
Das Gebäude besitzt Fenster- und Türgewände mit gotischen Profilen. Des Weiteren verfügt es über einen großen Gewölbekeller und eine hohe Erdgeschosshalle.

## Geschichte
Der Glockenhof wird 1526 als einer der ortsältesten Höfe genannt. Mitte des 16. Jahrhunderts wurde das ursprüngliche Hakengehöft erbaut und 1613 laut einer Inschrift umgebaut.

## Name
Der Glockenhof wurde nach seinem ehemaligen Besitzer Glock benannt. Die Familie Glock gehörte zu den Wiedertäufern und wurde verfolgt. Paul Glock und dessen Vater wurden 1550 inhaftiert und anschließend aus Rommelshausen ausgewiesen, weshalb sie den Hof verließen und nach Mähren auswanderten.